# ジャッセム・ガベル
ジャッセム・ガベル（Jassem Gaber、2002年2月20日 - ）はカタールのサッカー選手。ポジションはMF。アル・アラビ・ドーハ所属。カタール代表。

## 経歴
2020年1月、アル・アラビ・ドーハと4年契約を交わした。
2022年1月、2021年のIFFHS AFCアンダー20チーム・オブ・ザ・イヤーに選出された。

## 代表歴

### 出場大会
- カタール代表
  - 2022 FIFAワールドカップ

### 試合数
- 国際Aマッチ 13試合 0得点（2023年-）[4]

| カタール代表 | 国際Aマッチ | 国際Aマッチ |
| 年           | 出場        | 得点        |
| ------------ | ----------- | ----------- |
| 2023         | 13          | 0           |
| 2024         |             |             |
| 通算         | 13          | 0           |